# Bayadera indica
Bayadera indica е вид водно конче от семейство Euphaeidae. Видът не е застрашен от изчезване.

## Разпространение
Разпространен е в Бангладеш, Индия (Аруначал Прадеш, Дарджилинг, Мегхалая, Сиким, Утар Прадеш и Химачал Прадеш), Китай и Непал.